# Famille Tassel
Pour les articles homonymes, voir Tassel.
Cette page explique l’histoire ou répertorie les différents membres de la famille Tassel.
La famille Tassel est une famille champenoise de Langres qui a donné au XVIe siècle plusieurs artistes distingués.

## Membres remarquables

### Les peintres
Les plus distingués de ces artistes sont Richard Tassel et Jean Tassel.
- Pierre Tassel né vers 1521 et dans le même temps Adrien Tassel et son fils Daniel Tassel couvrirent de leurs peintures les murs de l’église paroissiale de Chaumont.
- Richard Tassel, fils de Pierre Tassel, est né à Langres vers 1580[1], et mort en 1660 d'après son épitaphe[2]. Il a parcouru l’Italie, Bologne, Rome, Venise et est revenu dans sa patrie avec la réputation d’un peintre. Il épousa Marguerite Louys en 1607[3], fille de l'orfèvre Jean Louys l'aîné.
- Jean Tassel, fils du précédent né à Langres le 20 mars 1608 n’était pas moins habile que son père et l’on confond souvent leurs œuvres dont les musées de Dijon et de Troyes possèdent le plus grand nombre. Jean décède à Langres en 1667.

### Les clercs
- Sous Henri IV, un Tassel de la même famille était ambassadeur ou tout au moins secrétaire d’ambassade.
- L'Abbé Rémy-François Tassel (Langres en 1766 - Chalindrey 17 juin 1839), fils d'un avocat au parlement était bailli du Pailly et lieutenant de Chalindrey où il possédait une jolie maison bourgeoise.

Le jeune Rémi François reçut une éducation toute chrétienne. Ses premiers maîtres furent ses parents. Il suivit ensuite les cours du collège qui n’était plus dirigé par des jésuites mais dont la tenue était bonne et qui faisait encore d’excellents élèves.
Monseigneur de la Luzerne avait obtenu le rétablissement du petit séminaire pour les élèves de philosophie, c’est là qu’il entra après avoir fait ses humanités. Ensuite il commença ses études au grand séminaire. Monsieur de Lanizeule était alors supérieur de l’établissement, qui avait alors pour professeur d’éloquence chrétienne M. Charles Marie Garret, ancien jésuite.
Prêtre en 1790, il fut nommé vicaire de Chalindrey le 6 juin de la même année. Il resta en cette qualité jusqu’au mois de septembre 1792.
Pendant la Révolution, il refusa de prêter le serment exigé par la loi et préféra prendre le chemin de l’exil.
Il partit donc avec l'abbé Messager, un ami qui l’avait précédé comme vicaire à Chalindrey et qui mourut plus tard curé de Noidant-le-Rocheux, ils se déguisèrent en marchands de bœufs et arrivèrent à la ferme de Souci près de Prauthoy où les attendait un gendarme de leur connaissance, sous la conduite duquel ils purent traverser le pays et gagner la Suisse.
Après avoir séjourné un certain temps dans cette contrée, ils passèrent en Hollande et demeurèrent assez longtemps à Hambourg. Ils s’étaient adjoints un troisième compagnon d’exil, M. l’abbé Pignard, de Cusey dont il a déjà été question.
Comme il était très bon musicien, il allait vendre dans les rues, au son du violon, les boites, les chapelets, les reliquaires confectionnés par l'abbé Tassel. Le produit de cette vente servait à les nourrir et à subvenir aux besoins des autres prêtres plus malheureux et plus pauvres qu’eux.
De plus, il recevait de sa famille qui était riche certaines subventions qui lui permettaient de soulager beaucoup de misères et comme il était très actif, il donnait des leçons de français et était ainsi le pourvoyeur d’un grand nombre de réfugiés français. Tout cela ne l’empêchait pas de s’occuper des soins, du ménage, faisant lui-même les provisions et souvent préparait les repas.
En apprenant le français à ses élèves, il apprit aussi l’allemand qu’il parlait facilement, ce qui le mit à même de rendre plus tard de grands services aux habitants de Chalindrey surtout pendant l’invasion des alliés.
La conduite de ce digne prêtre fut remarquée aussi bien que ses talents et il serait arrivé à des postes éminents s’il avait voulu accepter les propositions qui lui furent faites ; mais l’amour de la patrie le dominait, il n’avait qu’un désir, celui de rentrer aussitôt que les affaires le lui permettaient et que le calme serait un peu rétabli.
Dans le mois de mars 1795, les habitants de Chalindrey croyant le danger passé pour les prêtres, adressèrent une supplique à M. de La Luzerne, évêque de Langres retiré à Constance. Ils lui demandaient pour curé le dernier vicaire et ils l’obtinrent. M. Tassel par suite de cette nomination rentra dans le courant du mois d’août à Chalindrey où il célébra le 18 comme curé de la paroisse.
Il se mit à l’œuvre immédiatement, bénissant les mariages contractés en l’absence des prêtres, suppléant les cérémonies du baptême, établissant des registres pour constater tous les actes etc. Tout alla bien pendant plus de deux ans, tellement que l'Abbé Tassel forma le projet de refondre l’unique cloche qui restait et lui en adjoindre une seconde. Pour cela, il s’entendit avec Jean-Baptiste Jacquot, les père et fils Brenel, et J. Salvat de Breuvannes qui reçurent le métal de l’ancienne cloche et moyennant 7000 livres, en rendirent deux autres, l’une du poids de 3741 livres qui existe encore, l’autre de 2585 (toutefois, lorsqu'en en 1821 on refondit celle-ci, elle ne pesait plus que 2225 livres, ce qui fait une erreur de 360 livres). Les deux cloches furent bénites le 21 septembre 1787 dernier jour de l’An Cinq, par l'Abbé Tassel assisté de M. Testevuide vicaire à Culmont. La grosse cloche reçut le nom de Marie Gengon et fut présentée par François Mettrier fils de François Mettrier l’aîné et par Marie Anne Sarrazin fille de Nicolas Sarrazin agent de la commune. La petite fut nommée Anne Vital et présentée par François Mettrier fils de Nicolas Mettrier le jeune et par Marie Anne Régnault, fille de Jean Régnault, adjoint de la commune de Chalindrey.
Mais les affaires changèrent bientôt de face au mois de novembre 1797, à la tranquillité succéda le trouble et la persécution. M. Tassel ne quitta pas pour cela le pays mais il fut obligé de se cacher. Il disait la messe pendant la nuit, baptisait et mariait en secret, et malgré les précautions qu’il prenait, il fut plusieurs fois sur le point d’être arrêté, il vit la hache d’un misérable scieur de long levée sur sa tête et ne dut son salut qu’à sa vigueur et à son agilité. Sa retraite favorite était le Foultot, il aimait à se cacher dans la maison de Didier Garnier, grand-père de l’abbé François Garnier, professeur au petit séminaire de Langres. Plusieurs fois, la maîtresse de cette maison Madeleine Chameraut, le sauve des mains des gendarmes en le traitant comme un domestique de la ferme et même en lui disant des injures ; aussi eut-il toujours la plus grande reconnaissance pour cette bonne mère Madeleine qui exposait ainsi sa vie pour sauvegarder celle de son curé. Il célébrait la sainte messe dans une vieille chambre à four de Jean Regnault.
Aujourd’hui encore on voit sur les murs de grossières peintures à l’encre rouge seul ornement de cette église digne des catacombes.
Ne réussissant pas à se saisir du ci-devant prêtre Tassel, les révolutionnaires s’en prirent aux cloches des églises. On avait eu le malheur de les sonner pendant un orage qui eut lieu dans l’été 1798. La chose fut dénoncée et ordre fut donné de descendre les cloches coupables d'un tel crime. Cinquante gendarmes furent envoyés à Chalindrey pour exécuter les pauvres condamnées et le 6 juillet 1798 (18 messidor an 6) ils les accompagnèrent jusqu’à Chaumont où elles restèrent longtemps déposées devant l’hôtel de ville.
Les esprits s’étant un peu calmés vers la fin 1799, les habitants de Chalindrey réclamèrent leurs cloches, mais ils ne purent les obtenir qu’en versant la somme de 675 livres.
Pendant ce temps, l'abbé Tassel avait repris ses fonctions, il administrait bien tranquillement sa paroisse lorsqu’au mois de juillet 1800, le Comte de Ligneville, premier Préfet de Chaumont, voulut renouveler la persécution. Il fit incarcérer plusieurs ecclésiastiques à Chaumont et donna ordre de lui amener tous ceux que l’on pourrait prendre ; mais cet état de chose dura deux ou trois mois seulement et 1801 étant arrivé le concordat rétablit la liberté et le culte.
Le pauvre curé de Chalindrey était sans habitation, la cure avait été vendue ainsi que les propriétés qui y étaient attachées. Son premier soin fut de racheter l’ancienne cure ; il fit des avances qui plus tard lui furent remboursées par la commune et le 1er mars 1801 il rentra comme desservant dans la maison qu’il avait autrefois habitée comme vicaire. Il mourut le 17 juin 1839
Le 16 juillet 1990 à 17h30, une manifestation a rassemblé au pied de l'église Saint-Gengoulf une centaine de personnes parmi lesquelles, M. René Oudot, conseiller général, René Dumont, maire accompagné de ses adjoints et la plupart des conseillers municipaux ainsi que les abbés Roger Bournot et Bernard Thévenot.
À l'initiative de la municipalité, et afin de conserver le patrimoine historique de la commune, la pierre tombale de l'abbé Tassel a été rénovée et scellée contre l'église, accompagnée de deux plaques sur lesquelles sont rappelées les dates du desservant de la paroisse et des quatre journées du bicentenaire de la Révolution avec ses 150 acteurs. Elles furent dévoilées par trois enfants en costume révolutionnaire.

## Armes, blason, devises
- " De sinople à trois mascles d'argent posés 2 et 1."